# De Vier Winden
De Vier Winden (deutsch: Die vier Winde) ist der Name einer gemauerten Getreidemühle mit rundem Grundriss in der niederländischen Gemeinde Monster, Zuid-Holland.

## Geschichte
Die erste Erwähnung einer Mühle an dieser Stelle stammt aus dem frühen 14. Jahrhundert. Am 17. September 1311 übergab der Eigentümer Diederic van der Waale die Mühle an seinen Neffen Jan I. van Polanen zur Pacht. Die heutige Getreidemühle stammt aus dem Jahr 1882 und ersetzt die vorherige Mühle aus Holz (deren Bauweise und Typ heute unbekannt ist), die am 25. März jenes Jahres völlig niederbrannte. In den 1920er Jahren entstand um die Mühle ein Wohnviertel, das die Windleistung für die Mühle beeinträchtigte. Beschwerden, die der Mühlenbetreiber H.J. 't Hoen 1930 und 1931 an die Gemeinde eingab, wurden jedoch verworfen. Daraufhin verkaufte er die Mühle an die Brüder Langeveld aus Loosduinen, welche die Mühle alsbald stilllegten.
1957 verkauften sie sie an die Gemeinde Monster. Nach einigen Restaurierungen wird sie seit 1983 von ehrenamtlichen Helfern zu Schauzwecken betrieben und die verschiedenen Mehlprodukte an Besucher verkauft. Weitere Restaurierungen erfolgten u. a. 2007; die letzte musste 2020/2021 vorgenommen werden; hier wurden im Frühjahr Risse in den Flügelbalken der Mühle (Spannweite: 22,70 m) festgestellt, welche nach der sofortigen Außerbetriebnahme der Mühle der Reparatur bedurften.

## Technik
In der etwa 20 m hohen Mühle arbeiten drei Mahlsteinpaare, wovon eines aus „blauem“ Basaltstein besteht, der vermutlich aus der Vulkaneifel stammt. Nachgerade Niedermendig kommt als Herkunft in Betracht, weil hier Basalt gebrochen wird, der sich für Mühlsteine eignet. Das zur Windrichtungsnachführung drehbare Dach (Krühwerk) läuft auf 36 Holzrollen und ist mit Teerpappe gedeckt. 
Die Mühle ist als Rijksmonument unter der Nummer 30043 erfasst.